# A Manchester City FC 2011–2012-es szezonja
A Manchester City a 2011–2012-es szezonban 44 év után újra angol bajnok lett, miután drámai hajrában megnyerte a Manchester United elől a Premier League-et. Az FA-kupában már az első mérkőzésén búcsúzott a Manchester United ellen. A ligakupában eljutott az elődöntőig, ott viszont a Liverpool jobbnak bizonyult. A Bajnokok Ligájában újoncként vett részt, azonban a csoportkörből nem sikerült tovább jutni, 3. lett a Bayern München és a Napoli mögött, így az Európa-ligában folytathatta a csapat, ahol két portugál csapattal lettek összesorsolva. A Porto-t simán kiejtették, a Sporting Lisszabon viszont nagy falatnak bizonyult.

## Mezek
| Hazai | Vendég | 3. számú | Kapus hazai | Kapus vendég |

## Játékosok

### Felnőtt keret
A szezon közben a felnőtt csapat tétmérkőzésein pályára léptek.
| #  |     | Poszt | Név                |
| -- | --- | ----- | ------------------ |
| 2  | ENG | V     | Micah Richards     |
| 3  | ENG | V     | Wayne Bridge       |
| 4  | BEL | V     | Vincent Kompany    |
| 5  | ARG | V     | Pablo Zabaleta     |
| 6  | ENG | V     | Joleon Lescott     |
| 7  | ENG | KP    | James Milner       |
| 8  | CHI | KP    | David Pizarro      |
| 10 | BIH | CS    | Edin Džeko         |
| 11 | ENG | KP    | Adam Johnson       |
| 13 | SER | V     | Aleksandar Kolarov |
| 15 | MNE | V     | Stefan Savić       |
| 16 | ARG | CS    | Sergio Agüero      |
| 18 | ENG | KP    | Gareth Barry       |
| 19 | FRA | KP    | Samir Nasri        |
| 20 | ENG | KP    | Owen Hargreaves    |

| #  |     | Poszt | Név               |
| -- | --- | ----- | ----------------- |
| 21 | ESP | KP    | David Silva       |
| 22 | FRA | V     | Gaël Clichy       |
| 25 | ENG | K     | Joe Hart          |
| 28 | CIV | V     | Kolo Touré        |
| 30 | ROM | K     | Costel Pantilimon |
| 32 | ARG | CS    | Carlos Tévez      |
| 34 | NED | KP    | Nigel de Jong     |
| 36 | ESP | KP    | Denis Suárez      |
| 42 | CIV | KP    | Yaya Touré        |
| 44 | NED | V     | Karim Rekik       |
| 45 | ITA | CS    | Mario Balotelli   |
| 49 | FRA | V     | Luca Scapuzzi     |
| 62 | CIV | KP    | Abdul Razak       |
|    | ENG | V     | Nedum Onuoha      |

### Átigazolások

#### Érkezők
| Dátum       | Játékos           | Nemzetiség  | Poszt       | Honnan             | Átigazolási összeg |
| ----------- | ----------------- | ----------- | ----------- | ------------------ | ------------------ |
| 2011.07.04. | Gaël Clichy       | francia     | hátvéd      | Arsenal            | £ 7 000 000        |
| 2011.07.06. | Stefan Savić      | montenegrói | hátvéd      | Partizan           | £ 6 000 000        |
| 2011.07.28. | Sergio Agüero     | argentin    | csatár      | Atlético de Madrid | £ 38 000 000       |
| 2011.08.24. | Samir Nasri       | francia     | középpályás | Arsenal            | £ 23 000 000       |
| 2011.08.31. | Owen Hargreaves   | angol       | középpályás | csapat nélkül      | csapat nélkül      |
| 2011.08.24. | Costel Pantilimon | román       | kapus       | Timișoara          | £ 3 000 000        |

#### Távozók
| Dátum       | Játékos               | Nemzetiség | Poszt       | Hova                | Átigazolási összeg |
| ----------- | --------------------- | ---------- | ----------- | ------------------- | ------------------ |
| 2011.06.01. | Felipe Caicedo        | ecuadori   | csatár      | Lokomotyiv Moszkva  | £ 7 500 000        |
| 2011.06.01. | Patrick Vieira        | francia    | középpályás | visszavonult        | visszavonult       |
| 2011.07.14. | Jérôme Boateng        | német      | hátvéd      | Bayern München      | £ 12 500 000       |
| 2011.07.18. | Shay Given            | ír         | kapus       | Aston Villa         | £ 3 000 000        |
| 2011.07.20. | Jô                    | brazil     | csatár      | Internacional       | ingyen             |
| 2011.08.31. | Craig Bellamy         | walesi     | csatár      | Liverpool           | ingyen             |
| 2011.08.31. | Shaun Wright-Phillips | angol      | középpályás | Queens Park Rangers | £ 4 000 000        |
| 2011.08.31. | Nedum Onuoha          | angol      | hátvéd      | Queens Park Rangers | nem ismert         |

#### Kölcsönbe vett játékosok
| No. |     | Poszt | Játékos                                              |
| --- | --- | ----- | ---------------------------------------------------- |
|     | ROM | K     | Costel Pantilimon (a Temesvártól, 2012 január 31-ig) |
|     | CHI | KP    | David Pizarro (az AS Romától, 2012. május 31-ig)     |

#### Kölcsönbe adott játékosok
| No. |     | Poszt | Játékos                                                      |
| --- | --- | ----- | ------------------------------------------------------------ |
|     | COL | K     | David González (az Aberdeennek, 2011 végééig)                |
|     | ENG | KP    | Michael Johnson (a Leicester Citynek, a szezon végééig)      |
|     | TOG | CS    | Emmanuel Adebayor (a Tottenham Hotspurnek, a szezon végééig) |
|     | BEL | V     | Dedryck Boyata (a Bolton Wanderersnek, a szezon végééig)     |
|     | PAR | CS    | Roque Santa Cruz (a Real Betisnek, a szezon végééig)         |
|     | SVK | KP    | Vladimír Weiss (az Espanyolnak, a szezon végééig)            |
|     | ENG | CS    | Alex Tchuimeni-Nimely (a Middlesbroughnak, 2011 végééig)     |
|     | IRL | V     | Greg Cunningham (a Nottinghamnek, 2011 végééig)              |
|     | CIV | KP    | Abdul Razak (a Portsmouthnak, 2011 végééig)                  |

## Mérkőzések

### Felkészülési mérkőzések
| 2011. július 16. 17:00 PST |

| Club América | 0 – 2   | Manchester City                  |
| ------------ | ------- | -------------------------------- |
|              | (0 – 2) | 17' McGivern 27' Wright-Phillips |

| AT&T Park, San Francisco Nézőszám: 11 250 |

| 2011. július 18. 19:00 PST |

| Vancouver Whitecaps | 1 – 2   | Manchester City                  |
| ------------------- | ------- | -------------------------------- |
| Sanvezzo 30'        | (1 – 0) | 68' Guidetti 84' Wright-Phillips |

| Empire Field, Vancouver Nézőszám: 24 074 Játékvezető: Mauricio Navarro (kanadai) |

| 2011. július 24. 13:00 PST |

| Los Angeles Galaxy                                                        | 1 – 1   | Manchester City                                                           |
| ------------------------------------------------------------------------- | ------- | ------------------------------------------------------------------------- |
| Magee 53'                                                                 | (0 – 1) | 20' (11-esből) Balotelli                                                  |
| Büntetőpárbaj                                                             |         |                                                                           |
| Keat Birchall Juninho Dunivant Stephens McBean Gonzalez McCarty DeLaGarza | 6 – 7   | Milner Weiss Suárez Kolarov Guidetti Lescott de Jong Wright-Phillips Hart |

| Home Depot Center, Carson Nézőszám: 24 897 Játékvezető: Ricardo Salazar (amerikai) |

| 2011. július 30. 15:00 (CEST) |

| Írország XI | 0 – 3               | Manchester City                              |
| ----------- | ------------------- | -------------------------------------------- |
|             | (0 – 0) Jegyzőkönyv | 52' Wright-Phillips 61' Johnson 84' Scapuzzi |

| Aviva Stadion, Dublin Nézőszám: 5 114 |

| 2011. július 31. 17:30 (CEST) |

| Internazionale | 0 – 3               | Manchester City                         |
| -------------- | ------------------- | --------------------------------------- |
|                | (0 – 1) Jegyzőkönyv | 45+1' Balotelli 46' Džeko 90+3' Johnson |

| Aviva Stadion, Dublin |

### Community Shield
| 2011. augusztus 7. 15:30 (CEST) |

| Manchester United           | 3 – 2               | Manchester City         |
| --------------------------- | ------------------- | ----------------------- |
| Smalling 52' Nani 58' 90+4' | (0 – 2) Jegyzőkönyv | 38' Lescott 45+1' Džeko |

| Wembley, London Nézőszám: 77 169 Játékvezető: Phil Dowd |

### Premier League
| 2011. augusztus 15. 21:00 (CEST) |

| Manchester City                      | 4 – 0               | Swansea City |
| ------------------------------------ | ------------------- | ------------ |
| Džeko 57' Agüero 68' 90+1' Silva 71' | (0 – 0) Jegyzőkönyv |              |

| City of Manchester Stadium, Manchester Nézőszám: 46 802 Játékvezető: Mike Dean |

| 2011. augusztus 21. 17:00 (CEST) |

| Bolton Wanderers          | 2 – 3               | Manchester City               |
| ------------------------- | ------------------- | ----------------------------- |
| Klasnić 39' K. Davies 63' | (1 – 2) Jegyzőkönyv | 26' Silva 37' Barry 47' Džeko |

| Reebok Stadium, Bolton Nézőszám: 24 273 Játékvezető: Mike Jones |

| 2011. augusztus 28. 14:30 (CEST) |

| Tottenham Hotspur | 1 – 5               | Manchester City                    |
| ----------------- | ------------------- | ---------------------------------- |
| Kaboul 68'        | (0 – 2) Jegyzőkönyv | 34' 41' 55' 90+3' Džeko 60' Agüero |

| White Hart Lane, London Nézőszám: 36 150 Játékvezető: Phil Dowd |

| 2011. szeptember 10. 16:00 (CEST) |

| Manchester City    | 3 – 0               | Wigan Athletic |
| ------------------ | ------------------- | -------------- |
| Agüero 13' 63' 69' | (1 – 0) Jegyzőkönyv |                |

| City of Manchester Stadium, Manchester Nézőszám: 46 509 Játékvezető: Martin Atkinson |

| 2011. szeptember 18. 16:00 (CEST) |

| Fulham                 | 2 – 2               | Manchester City |
| ---------------------- | ------------------- | --------------- |
| Zamora 55' Kompany 75' | (0 – 1) Jegyzőkönyv | 18' 46' Agüero  |

| Craven Cottage, London Nézőszám: 24 750 Játékvezető: Mark Clattenburg |

| 2011. szeptember 24. 13:45 (CEST) |

| Manchester City          | 2 – 0               | Everton |
| ------------------------ | ------------------- | ------- |
| Balotelli 68' Milner 89' | (0 – 0) Jegyzőkönyv |         |

| City of Manchester Stadium, Manchester Nézőszám: 47 239 Játékvezető: Howard Webb |

| 2011. október 1. 16:00 (CEST) |

| Blackburn Rovers | 0 – 4               | Manchester City                               |
| ---------------- | ------------------- | --------------------------------------------- |
|                  | (0 – 0) Jegyzőkönyv | 56' Johnson 59' Balotelli 73' Nasri 87' Savić |

| Ewood Park, Blackburn Nézőszám: 24 760 Játékvezető: Phil Dowd |

| 2011. október 15. 13:45 (CEST) |

| Manchester City                                  | 4 – 1               | Aston Villa |
| ------------------------------------------------ | ------------------- | ----------- |
| Balotelli 28' Johnson 47' Kompany 52' Milner 71' | (1 – 0) Jegyzőkönyv | 65' Warnock |

| City of Manchester Stadium, Manchester Nézőszám: 47 019 Játékvezető: Anthony Taylor |

| 2011. október 23. 14:30 (CEST) |

| Manchester United | 1 – 6               | Manchester City                                          |
| ----------------- | ------------------- | -------------------------------------------------------- |
| Fletcher 81'      | (0 – 1) Jegyzőkönyv | 22' 60' Balotelli 69' Agüero 90' 90+3' Džeko 90+1' Silva |

| Old Trafford, Manchester Nézőszám: 75 487 Játékvezető: Mark Clattenburg |

| 2011. október 29. 16:00 (CEST) |

| Manchester City                     | 3 – 1               | Wolverhampton Wanderers |
| ----------------------------------- | ------------------- | ----------------------- |
| Džeko 52' Kolarov 67' Johnson 90+1' | (0 – 0) Jegyzőkönyv | 75' (11-esből) Hunt     |

| City of Manchester Stadium, Manchester Nézőszám: 47 142 Játékvezető: Stuart Attwell |

| 2011. november 5. 18:30 (CET) |

| Queens Park Rangers       | 2 – 3               | Manchester City               |
| ------------------------- | ------------------- | ----------------------------- |
| Bothroyd 28' Helguson 69' | (1 – 1) Jegyzőkönyv | 43' Džeko 52' Silva 74' Touré |

| Loftus Road, London Nézőszám: 18 076 Játékvezető: Martin Atkinson |

| 2011. november 19. 16:00 (CET) |

| Manchester City                                             | 3 – 1               | Newcastle United |
| ----------------------------------------------------------- | ------------------- | ---------------- |
| Balotelli 41' (11-esből) Richards 44' Agüero 72' (11-esből) | (2 – 0) Jegyzőkönyv | 89' Gosling      |

| City of Manchester Stadium, Manchester Nézőszám: 47 408 Játékvezető: Chris Foy |

| 2011. november 27. 17:00 (CET) |

| Liverpool    | 1 – 1               | Manchester City |
| ------------ | ------------------- | --------------- |
| Bothroyd 33' | (1 – 1) Jegyzőkönyv | 31' Kompany     |

| Anfield, Liverpool Nézőszám: 45 071 Játékvezető: Martin Atkinson |

| 2011. december 3. 16:00 (CET) |

| Manchester City                                            | 5 – 1               | Newcastle United |
| ---------------------------------------------------------- | ------------------- | ---------------- |
| Agüero 32' Nasri 51' Touré 68' Balotelli 88' Johnson 90+1' | (2 – 0) Jegyzőkönyv | 81' Morison      |

| City of Manchester Stadium, Manchester Nézőszám: 47 201 Játékvezető: Howard Webb |

| 2011. december 12. 21:00 (CET) |

| Chelsea                             | 2 – 1               | Manchester City |
| ----------------------------------- | ------------------- | --------------- |
| Meireles 34' Lampard 82' (11-esből) | (1 – 1) Jegyzőkönyv | 2' Balotelli    |

| Stamford Bridge, London Nézőszám: 41 730 Játékvezető: Mark Clattenburg |

| 2011. december 18. 17:10 (CET) |

| Manchester City | 1 – 0               | Arsenal |
| --------------- | ------------------- | ------- |
| Silva 53'       | (0 – 0) Jegyzőkönyv |         |

| City of Manchester Stadium, Manchester Nézőszám: 47 303 Játékvezető: Phil Dowd |

| 2011. december 21. 20:45 (CET) |

| Manchester City            | 3 – 0               | Stoke City |
| -------------------------- | ------------------- | ---------- |
| Agüero 29' 54' Johnson 36' | (2 – 0) Jegyzőkönyv |            |

| City of Manchester Stadium, Manchester Nézőszám: 46 321 Játékvezető: Mike Dean |

| 2011. december 26. 16:00 (CET) |

| West Bromwich Albion | 0 – 0               | Manchester City |
| -------------------- | ------------------- | --------------- |
|                      | (0 – 0) Jegyzőkönyv |                 |

| The Hawthorns, West Bromwich Nézőszám: 25 938 Játékvezető: Lee Mason |

| 2012. január 1. 16:00 (CET) |

| Sunderland | 1 – 0               | Manchester City |
| ---------- | ------------------- | --------------- |
| Ji 90+3'   | (0 – 0) Jegyzőkönyv |                 |

| Stadium of Light, Sunderland Nézőszám: 40 625 Játékvezető: Kevin Friend |

| 2012. január 3. 21:00 (CET) |

| Manchester City                               | 3 – 0               | Liverpool |
| --------------------------------------------- | ------------------- | --------- |
| Agüero 10' Y. Touré 33' Milner 75' (11-esből) | (2 – 0) Jegyzőkönyv |           |

| City of Manchester Stadium, Manchester Nézőszám: 47 131 Játékvezető: Mike Jones |

| 2012. január 16. 21:00 (CET) |

| Wigan Athletic | 0 – 1               | Manchester City |
| -------------- | ------------------- | --------------- |
|                | (0 – 1) Jegyzőkönyv | 22' Džeko       |

| DW Stadion, Wigan Nézőszám: 16 026 Játékvezető: Martin Atkinson |

| 2012. január 22. 14:30 (CET) |

| Manchester City                                  | 3 – 2               | Tottenham Hotspur  |
| ------------------------------------------------ | ------------------- | ------------------ |
| Nasri 56' Lescott 59' Balotelli 90+5' (11-esből) | (0 – 0) Jegyzőkönyv | 60' Defoe 65' Bale |

| City of Manchester Stadium, Manchester Nézőszám: 47 422 Játékvezető: Howard Webb |

| 2012. január 31. 21:00 (CET) |

| Everton    | 1 – 0               | Manchester City |
| ---------- | ------------------- | --------------- |
| Gibson 60' | (0 – 0) Jegyzőkönyv |                 |

| Goodison Park, Liverpool Nézőszám: 29 856 Játékvezető: Paul Walton |

| 2012. február 4. 18:30 (CET) |

| Manchester City                           | 3 – 0               | Fulham |
| ----------------------------------------- | ------------------- | ------ |
| Agüero 10' (11-esből) Baird 30' Džeko 72' | (2 – 0) Jegyzőkönyv |        |

| City of Manchester Stadium, Manchester Nézőszám: 46 963 Játékvezető: Mike Dean |

| 2012. február 12. 17:00 (CET) |

| Aston Villa | 0 – 1               | Manchester City |
| ----------- | ------------------- | --------------- |
|             | (0 – 0) Jegyzőkönyv | 63' Lescott     |

| Villa Park, Birmingham Nézőszám: 35 132 Játékvezető: Michael Oliver |

| 2012. február 25. 18:30 (CET) |

| Manchester City                    | 3 – 0               | Blackburn Rovers |
| ---------------------------------- | ------------------- | ---------------- |
| Balotelli 30' Agüero 52' Džeko 81' | (1 – 0) Jegyzőkönyv |                  |

| City of Manchester Stadium, Manchester Nézőszám: 46 782 Játékvezető: Mike Jones |

| 2012. március 3. 16:00 (CET) |

| Manchester City             | 2 – 0               | Bolton Wanderers |
| --------------------------- | ------------------- | ---------------- |
| Steinsson 23' Balotelli 69' | (1 – 0) Jegyzőkönyv |                  |

| City of Manchester Stadium, Manchester Nézőszám: 47 219 Játékvezető: Mark Clattenburg |

| 2012. március 11. 15:00 (CET) |

| Swansea City | 1 – 0               | Manchester City |
| ------------ | ------------------- | --------------- |
| Moore 83'    | (0 – 0) Jegyzőkönyv |                 |

| Liberty Stadion, Swansea Nézőszám: 20 510 Játékvezető: Lee Mason |

| 2012. március 21. 20:45 (CET) |

| Manchester City                 | 2 – 1               | Chelsea    |
| ------------------------------- | ------------------- | ---------- |
| Agüero 78' (11-esből) Nasri 85' | (1 – 0) Jegyzőkönyv | 60' Cahill |

| City of Manchester Stadium, Manchester Nézőszám: 46 324 Játékvezető: Mike Dean |

| 2012. március 24. 18:30 (CET) |

| Stoke City | 1 – 1               | Manchester City |
| ---------- | ------------------- | --------------- |
| Crouch 59' | (0 – 0) Jegyzőkönyv | 76' Touré       |

| Britannia Stadium, Stoke-on-Trent Nézőszám: 27 535 Játékvezető: Howard Webb |

| 2012. március 31. 16:05 (CEST) |

| Manchester City                          | 3 – 3               | Sunderland                     |
| ---------------------------------------- | ------------------- | ------------------------------ |
| Balotelli 43' (11-esből) 85' Kolarov 86' | (1 – 2) Jegyzőkönyv | 31' 55' Larsson 45+3' Bendtner |

| City of Manchester Stadium, Manchester Nézőszám: 47 007 Játékvezető: Phil Dowd |

| 2012. április 8. 17:00 (CEST) |

| Arsenal    | 1 – 0               | Manchester City |
| ---------- | ------------------- | --------------- |
| Arteta 87' | (0 – 0) Jegyzőkönyv |                 |

| Emirates Stadion, London Nézőszám: 60 096 Játékvezető: Martin Atkinson |

| 2012. április 11. 20:45 (CEST) |

| Manchester City                   | 4 – 0               | West Bromwich Albion |
| --------------------------------- | ------------------- | -------------------- |
| Agüero 6' 54' Tévez 61' Silva 64' | (1 – 0) Jegyzőkönyv |                      |

| City of Manchester Stadium, Manchester Nézőszám: 46 746 Játékvezető: Kevin Friend |

| 2012. április 14. 13:45 (CEST) |

| Norwich City | 1 – 6               | Manchester City                                |
| ------------ | ------------------- | ---------------------------------------------- |
|              | (0 – 2) Jegyzőkönyv | 18' 73' 80' Tévez 27' 75' Agüero 90+3' Johnson |

| Carrow Road, Norwich Nézőszám: 26 812 Játékvezető: Chris Foy |

| 2012. április 22. 17:00 (CEST) |

| Wolverhampton Wanderers | 0 – 2               | Manchester City      |
| ----------------------- | ------------------- | -------------------- |
|                         | (0 – 1) Jegyzőkönyv | 27' Agüero 74' Nasri |

| Molineux Stadium, Wolverhampton Nézőszám: 24 576 Játékvezető: Lee Probert |

| 2012. április 30. 21:00 (CEST) |

| Manchester City | 1 – 0               | Manchester United |
| --------------- | ------------------- | ----------------- |
| Kompany 45+1'   | (1 – 0) Jegyzőkönyv |                   |

| City of Manchester Stadium, Manchester Nézőszám: 47 259 Játékvezető: Andre Marriner |

| 2012. május 6. 14:30 (CEST) |

| Newcastle United | 0 – 2               | Manchester City |
| ---------------- | ------------------- | --------------- |
|                  | (0 – 0) Jegyzőkönyv | 70' 89' Touré   |

| Sports Direct Arena, Newcastle upon Tyne Nézőszám: 52 389 Játékvezető: Howard Webb |

| 2012. május 13. 16:00 (CEST) |

| Manchester City                       | 3 – 2               | Queens Park Rangers  |
| ------------------------------------- | ------------------- | -------------------- |
| Zabaleta 39' Džeko 90+2' Agüero 90+4' | (1 – 0) Jegyzőkönyv | 48' Cissé 66' Mackie |

| City of Manchester Stadium, Manchester Nézőszám: 47 435 Játékvezető: Mike Dean |

#### A bajnokság végeredménye

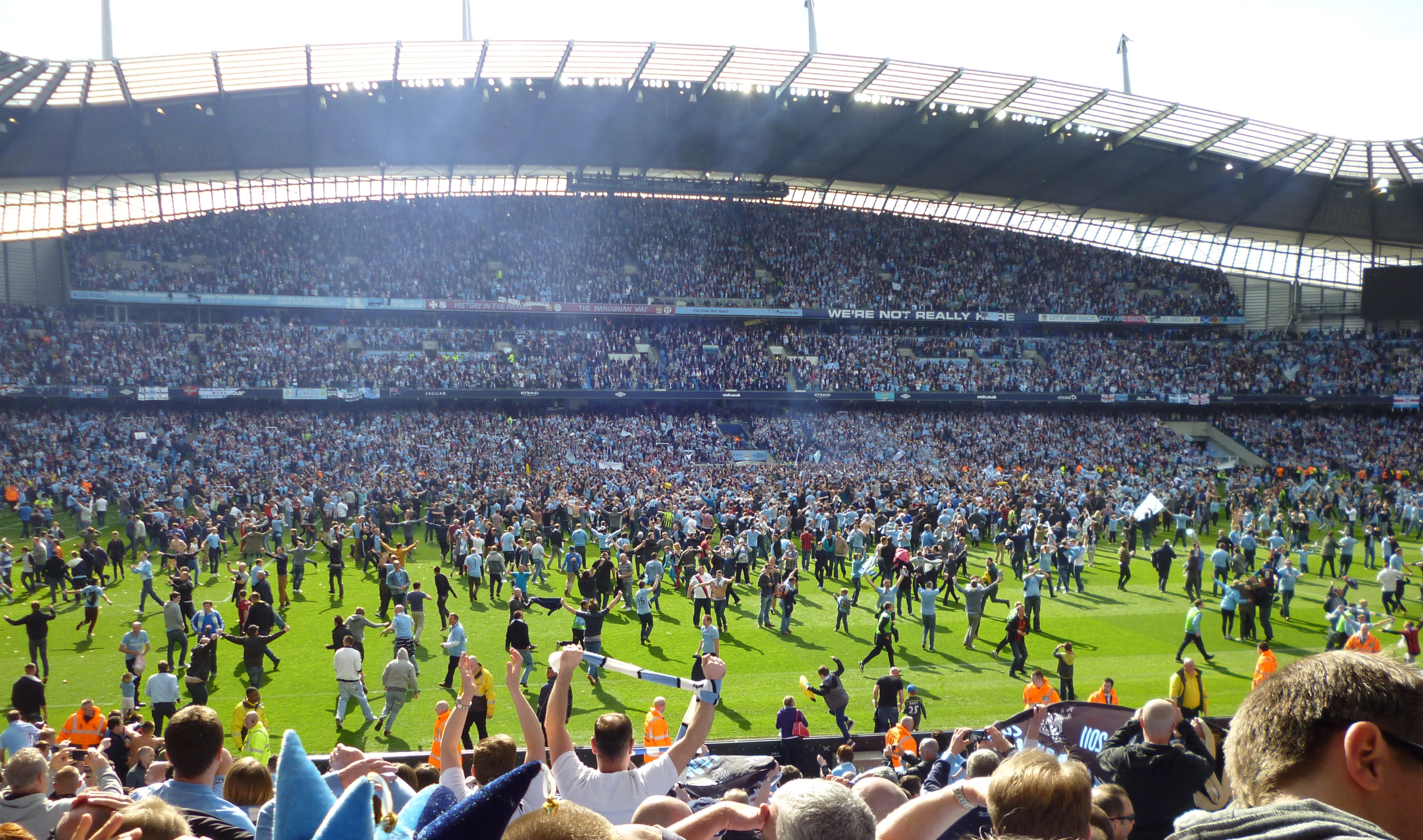
Szurkolók berohanása a pályára a bajnokság megnyerése után

| #  | Csapat              | M  | GY | D | V  | G+ – G– | GK  | P  | Megjegyzések               |
| -- | ------------------- | -- | -- | - | -- | ------- | --- | -- | -------------------------- |
| 1. | Manchester City (B) | 38 | 28 | 5 | 5  | 93–29   | +64 | 89 | Bajnokok Ligája csoportkör |
| 2. | Manchester United   | 38 | 28 | 5 | 5  | 89–33   | +56 | 89 | Bajnokok Ligája csoportkör |
| 3. | Arsenal             | 38 | 21 | 7 | 10 | 74–49   | +25 | 70 | Bajnokok Ligája csoportkör |
| 4. | Tottenham Hotspur   | 38 | 20 | 9 | 9  | 66–41   | +25 | 69 | Európa Liga csoportkör     |
| 5. | Newcastle United    | 38 | 19 | 8 | 11 | 56–51   | +5  | 65 | Európa Liga rájátszás      |

Utolsó frissítés: 2012. május 13. 
Forrás: Premier League 
A rangsorolás alapszabályai: 1. összpontszám, 2. egymás elleni eredmények összpontszáma, 3. gólkülönbség, 4. szerzett gólok száma.
(B): Bajnokcsapat, (K): Kieső csapat, (F): Feljutó csapat, (I): Kupainduló, (R): A rájátszás győztese, (KGY): Kupagyőztes

### FA-kupa
| 2012. január 8. 14:00 (CET) |

| Manchester City                    | 2 – 3               | Manchester United                     |
| ---------------------------------- | ------------------- | ------------------------------------- |
| Kompany 12′ Kolarov 48' Agüero 65' | (0 – 3) Jegyzőkönyv | 10' 40' (11-esből) Rooney 30' Welbeck |

| City of Manchester Stadium, Manchester Nézőszám: 46 808 Játékvezető: Chris Foy |

### Carling Cup
| 2011. szeptember 21. 20:45 (CEST) |

| Manchester City              | 2 – 0               | Birmingham City |
| ---------------------------- | ------------------- | --------------- |
| Hargreaves 17' Balotelli 38' | (2 – 0) Jegyzőkönyv |                 |

| City of Manchester Stadium, Manchester Nézőszám: 25 070 Játékvezető: Kevin Friend |

| 2011. október 26. 20:45 (CET) |

| Wolverhampton Wanderers | 2 – 5               | Manchester City                                  |
| ----------------------- | ------------------- | ------------------------------------------------ |
| Milijaš 18' O'Hara 65'  | (1 – 3) Jegyzőkönyv | 37' Johnson 39' Nasri 40' 64' Džeko 50' de Vries |

| Molineux Stadium, Wolverhampton Nézőszám: 12 436 Játékvezető: Neil Swarbrick |

| 2011. november 29. 21:00 (CET) |

| Arsenal | 0 – 1               | Manchester City |
| ------- | ------------------- | --------------- |
|         | (0 – 0) Jegyzőkönyv | 83' Agüero      |

| Emirates Stadion, London Nézőszám: 60 028 Játékvezető: Lee Probert |

| 2012. január 11. 20:45 (CET) Elődöntő, 1. mérk. |

| Manchester City | 0 – 1               | Liverpool              |
| --------------- | ------------------- | ---------------------- |
|                 | (0 – 1) Jegyzőkönyv | 13' (11-esből) Gerrard |

| City of Manchester Stadium, Manchester Nézőszám: 36 017 Játékvezető: Lee Mason |

| 2012. január 25. 20:45 (CET) Elődöntő, 2. mérk. |

| Liverpool                          | 2 – 2 agg: 3 – 2    | Manchester City       |
| ---------------------------------- | ------------------- | --------------------- |
| Gerrard 41' (11-esből) Bellamy 73' | (1 – 1) Jegyzőkönyv | 32' de Jong 67' Džeko |

| Anfield, Liverpool Nézőszám: 44 590 Játékvezető: Phil Dowd |

### Bajnokok Ligája
| Team            | M | Gy | D | V | LG | KG | GK  | P  |
| --------------- | - | -- | - | - | -- | -- | --- | -- |
| Bayern München  | 6 | 4  | 1 | 1 | 11 | 6  | +5  | 13 |
| Napoli          | 6 | 3  | 2 | 1 | 10 | 6  | +4  | 11 |
| Manchester City | 6 | 3  | 1 | 2 | 9  | 6  | +3  | 10 |
| Villarreal      | 6 | 0  | 0 | 6 | 2  | 14 | −12 | 0  |

| 2011. szeptember 14. 20:45 (CEST) |

| Manchester City | 1 – 1               | Napoli     |
| --------------- | ------------------- | ---------- |
| Kolarov 75'     | (0 – 0) Jegyzőkönyv | 69' Cavani |

| City of Manchester Stadium, Manchester Nézőszám: 44 026 Játékvezető: Jonas Eriksson (svéd) |

| 2011. szeptember 27. 20:45 (CEST) |

| Bayern München  | 2 – 0               | Manchester City |
| --------------- | ------------------- | --------------- |
| Gómez 38' 45+1' | (2 – 0) Jegyzőkönyv |                 |

| Allianz Arena, München Nézőszám: 65 000 Játékvezető: Kassai Viktor (magyar) |

| 2011. október 18. 20:45 (CEST) |

| Manchester City           | 2 – 1               | Villarreal |
| ------------------------- | ------------------- | ---------- |
| Marchena 43' Agüero 90+3' | (1 – 1) Jegyzőkönyv | 4' Cani    |

| City of Manchester Stadium, Manchester Nézőszám: 44 026 Játékvezető: Pavel Královec (cseh) |

| 2011. november 2. 20:45 (CET) |

| Villarreal | 0 – 3               | Manchester City                          |
| ---------- | ------------------- | ---------------------------------------- |
|            | (0 – 2) Jegyzőkönyv | 30' 71' Touré 45+3' (11-esből) Balotelli |

| Estadio El Madrigal, Villarreal Nézőszám: 24 235 Játékvezető: Pedro Proença (portugál) |

| 2011. november 22. 20:45 (CET) |

| Napoli         | 2 – 1               | Manchester City |
| -------------- | ------------------- | --------------- |
| Cavani 17' 49' | (1 – 1) Jegyzőkönyv | 33' Balotelli   |

| San Paolo Stadion, Nápoly Nézőszám: 53 000 Játékvezető: Damir Skomina (szlovén) |

| 2011. december 7. 20:45 (CET) |

| Manchester City     | 2 – 0               | Bayern München |
| ------------------- | ------------------- | -------------- |
| Silva 36' Touré 52' | (1 – 0) Jegyzőkönyv |                |

| City of Manchester Stadium, Manchester Nézőszám: 46 002 Játékvezető: Stéphane Lannoy (francia) |

A Manchester City a 3. helyen végzett csoportjában, így az Európa-ligában folytatta.

### Európa-liga
Legjobb 32 között
| 2012. február 16. 21:05 (CET) |

| Porto      | 1 – 2               | Manchester City        |
| ---------- | ------------------- | ---------------------- |
| Varela 27' | (1 – 0) Jegyzőkönyv | 55' Pereira 84' Agüero |

| Estádio do Dragão, Porto Nézőszám: 47 417 Játékvezető: Cüneyt Çakır (török) |

| 2012. február 25. 18:00 (CET) |

| Manchester City                           | 4 – 0               | Porto |
| ----------------------------------------- | ------------------- | ----- |
| Agüero 1' Džeko 76' Silva 84' Pizarro 86' | (1 – 0) Jegyzőkönyv |       |

| City of Manchester Stadium, Manchester Nézőszám: 39 538 Játékvezető: Wolfgang Stark (német) |

Nyolcaddöntő
| 2012. március 8. 19:00 (CET) |

| Sporting CP | 1 – 0               | Manchester City |
| ----------- | ------------------- | --------------- |
| Xandão 51'  | (0 – 0) Jegyzőkönyv |                 |

| Estádio José Alvalade, Lisszabon Nézőszám: 34 371 Játékvezető: Carlos Velasco Carballo (spanyol) |

| 2012. március 15. 21:05 (CET) |

| Manchester City                         | 3 – 2               | Sporting CP                       |
| --------------------------------------- | ------------------- | --------------------------------- |
| Agüero 60' 82' Balotelli 75' (11-esből) | (0 – 2) Jegyzőkönyv | 33' Fernández 40' van Wolfswinkel |

| City of Manchester Stadium, Manchester Nézőszám: 38 021 Játékvezető: Tom Hagen (norvég) |

## Statisztika

### Gólszerzők
| Rang | Játékos            | Premier League | Bajnokok Ligája | Európa-liga | FA-kupa | Carling Cup | Community Shield | Összesen |
| ---- | ------------------ | -------------- | --------------- | ----------- | ------- | ----------- | ---------------- | -------- |
| 1    | Sergio Agüero      | 23             | 1               | 4           | 1       | 1           | 0                | 30       |
| 2    | Edin Džeko         | 14             | 0               | 1           | 0       | 3           | 1                | 19       |
| 3    | Mario Balotelli    | 13             | 2               | 1           | 0       | 1           | 0                | 17       |
| 4    | Yaya Touré         | 6              | 3               | 0           | 0       | 0           | 0                | 9        |
| 5    | David Silva        | 6              | 1               | 1           | 0       | 0           | 0                | 8        |
| 6    | Adam Johnson       | 6              | 0               | 0           | 0       | 1           | 0                | 7        |
| 7    | Samir Nasri        | 5              | 0               | 0           | 0       | 1           | 0                | 6        |
| 8    | öngól              | 2              | 1               | 1           | 0       | 1           | 0                | 5        |
| 9    | Carlos Tévez       | 4              | 0               | 0           | 0       | 0           | 0                | 4        |
| 9    | Aleksandar Kolarov | 2              | 1               | 0           | 1       | 0           | 0                | 4        |
| 11   | Vincent Kompany    | 3              | 0               | 0           | 0       | 0           | 0                | 3        |
| 11   | James Milner       | 3              | 0               | 0           | 0       | 0           | 0                | 3        |
| 11   | Joleon Lescott     | 2              | 0               | 0           | 0       | 0           | 1                | 3        |
| 14   | Gareth Barry       | 1              | 0               | 0           | 0       | 0           | 0                | 1        |
| 14   | Micah Richards     | 1              | 0               | 0           | 0       | 0           | 0                | 1        |
| 14   | Stefan Savić       | 1              | 0               | 0           | 0       | 0           | 0                | 1        |
| 14   | Pablo Zabaleta     | 1              | 0               | 0           | 0       | 0           | 0                | 1        |
| 14   | David Pizarro      | 0              | 0               | 1           | 0       | 0           | 0                | 1        |
| 14   | Nigel de Jong      | 0              | 0               | 0           | 0       | 1           | 0                | 1        |
| 14   | Owen Hargreaves    | 0              | 0               | 0           | 0       | 1           | 0                | 1        |
|      | Összesen           | 93             | 9               | 9           | 2       | 10          | 2                | 125      |

## Fordítás
Ez a szócikk részben vagy egészben  a(z)   2011–12 Manchester City F.C. season című angol Wikipédia-szócikk ezen változatának fordításán alapul.  Az eredeti cikk szerkesztőit annak laptörténete sorolja fel. Ez a jelzés csupán a megfogalmazás eredetét és a szerzői jogokat jelzi, nem szolgál a cikkben szereplő információk forrásmegjelöléseként.